# Rio Ca' Corner
Ne doit pas être confondu avec Rio de l'Alboro.
Le rio di Ca' Corner ou rio de Ca' Santi est un canal de Venise dans le sestiere de San Marco. Il est aussi appelé rio de l'Alboro, mais un autre canal s'appelle déjà ainsi.

## Description
Le rio Ca' Corner a une longueur d'environ 170 mètres. Il part du rio di Sant'Angelo en sens nord-est sur une cinquantaine de mètres, avant d'effectuer un coude vers le nord-nord-ouest à l'arrière du palais Trevisan Pisani(it). 

Plus au nord, le rio passe sous le ponte de l'Albero, qui relie le Ramo Michiel et le Corte de l'Olio. 

Il longe ensuite le palais Curti Valmarana sur son flanc est avant de déboucher sur le Grand Canal entre celui-ci et le palais Corner Spinelli(it).

## Ponts
Un pont traverse ce rio :
- le Ponte de l'Albero reliant Ramo Michiel et Corte de l'Olio;